# Mål og Mæle
Mål og Mæle er et dansk populærvidenskabeligt tidsskrift om sprog, som har eksisteret siden 1974. Det spænder emnemæssigt meget vidt og indeholder artikler af varierende sværhedsgrad. Tidsskriftet udkommer 3 gange (tidl. 4) om året og har i 2007 knap 1700 abonnenter. Mål og Mæle blev i 1987 tildelt P.H.-prisen. Redaktionen består p.t. af Ditte Boeg Thomsen, Simon Poulsen, Ken Farø og Thomas Olander. Derudover har tidsskriftet et videnskabeligt panel bestående af Kasper Boye, Carsten Elbro, Jørn Lund og Holger Juul, Eva Theilgaard Brink.